# قطعنامه ۴۲۳ شورای امنیت
قطعنامه ۴۲۳ شورای امنیت سازمان ملل متحد که در تاریخ ۱۴ مارس ۱۹۷۸ تصویب شد، سندی بین‌المللی دربارهٔ رودزیای جنوبی است. این قطعنامه طی نشست ۲٬۰۶۷ام با ۱۰ موافق، ۰ مخالف و ۵ ممتنع تصویب شد.